# Hauptfriedhof Freiburg im Breisgau

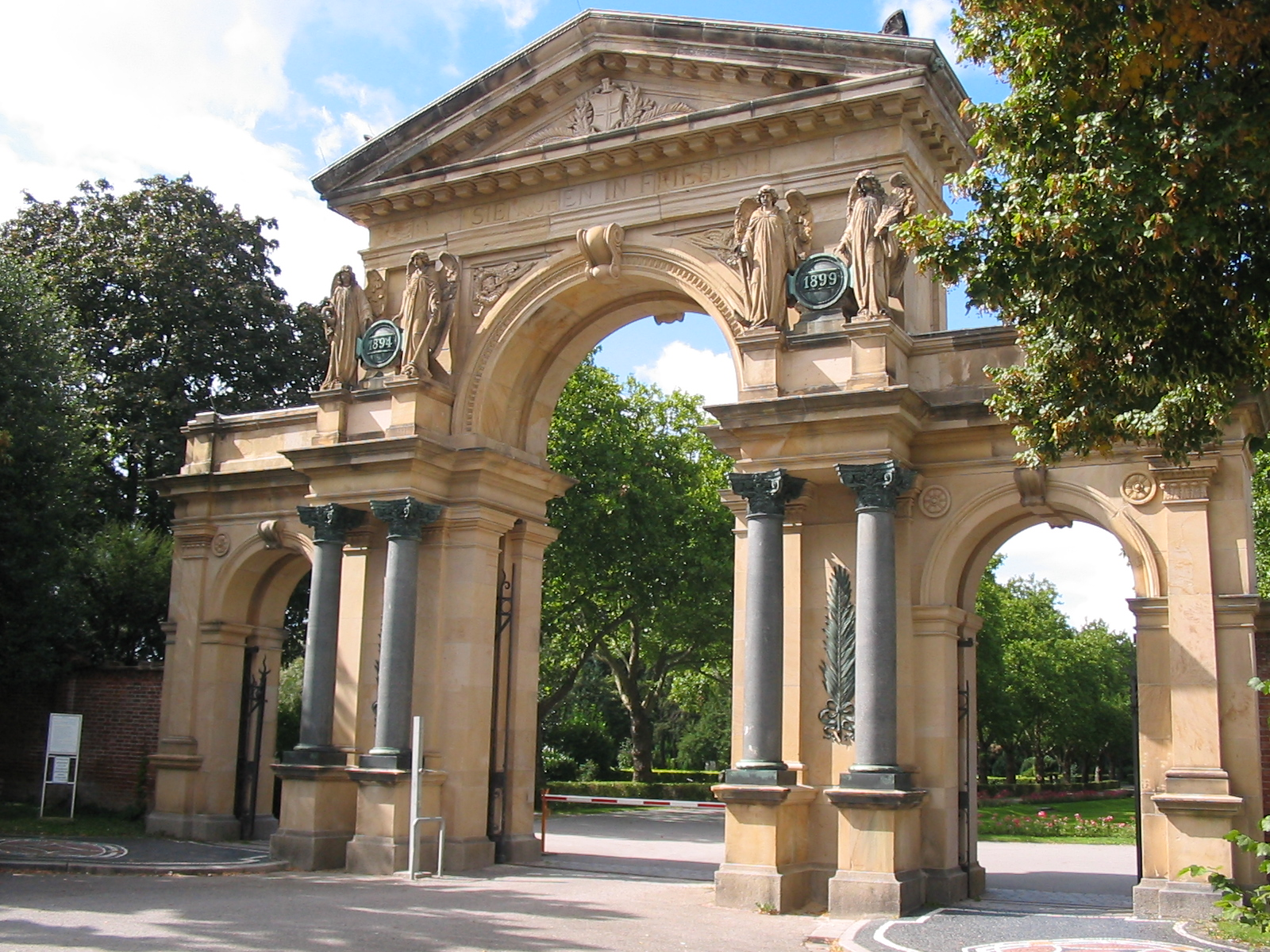
Eingangstor zum Freiburger Hauptfriedhof

Der Hauptfriedhof in Freiburg im Breisgau wurde 1872 angelegt. Er umfasst eine Fläche von 27,11 Hektar und befindet sich im Süden des Stadtteils Brühl.

## Geschichte

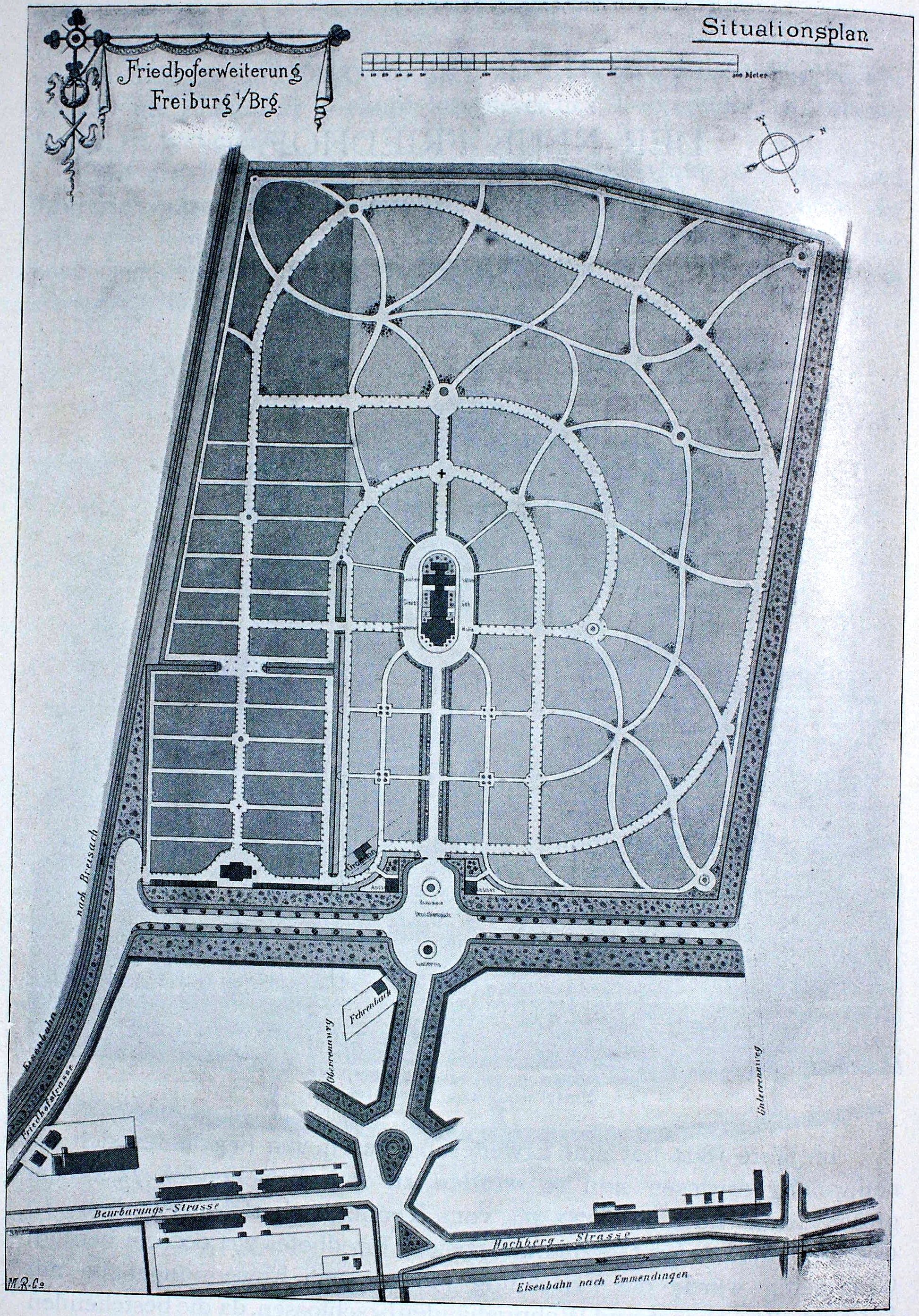
Der Friedhof nach der Erweiterung von 1894/1899

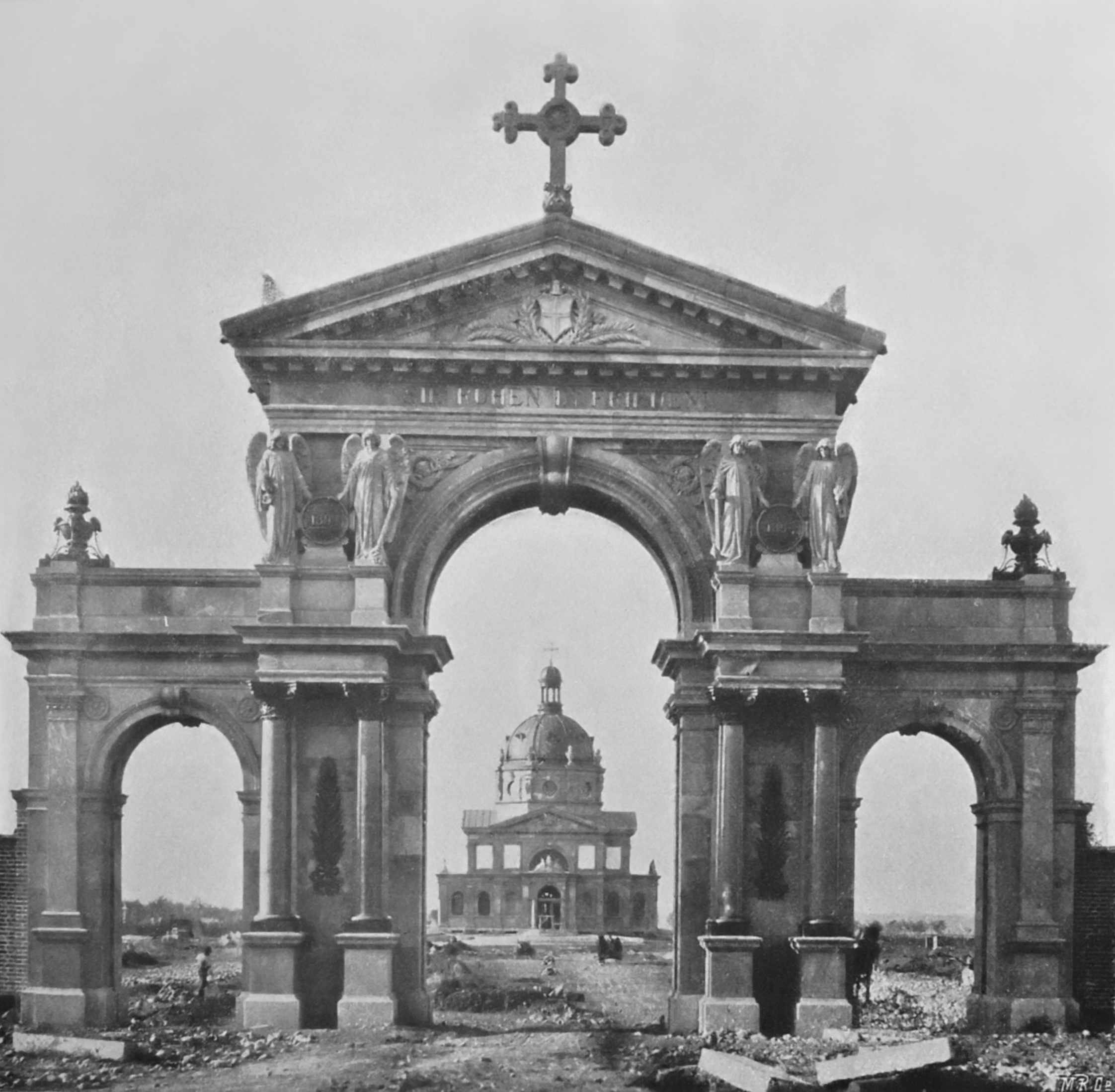
Hauptportal und Einsegnungshalle kurz vor der Fertigstellung

Der erste allgemeine Friedhof in Freiburg befand sich auf der Nordseite des Freiburger Münsters. Er musste im Jahr 1515 auf Betreiben Kaiser Maximilians I. aufgrund der Seuchengefahr geschlossen und zur St. Nikolauskirche in der Vorstadt Neuburg verlegt werden. Dieser Friedhof fiel im Jahr 1678 dem Festungsbau durch Vauban zum Opfer. Es wurde daraufhin einige Jahre später der heutige Alte Friedhof, etwas weiter nördlich gelegen, eingeweiht.
Als im Zuge des raschen Bevölkerungswachstums der Stadt Freiburg im 19. Jahrhundert diese Begräbnisstätte den Anforderungen nicht mehr genügte, wurde am 1. November 1872 der damals noch weit vor den Toren der Stadt gelegene Neue Friedhof eröffnet. Er umfasste damals die heutigen Grabfelder 1–12, eine Leichen- und eine Gruftenhalle. 1880 erfolgte eine Erweiterung um die Grabfelder 13–23 nach Westen. In den Jahren 1894–1899 erhielt der Friedhof seine heutige Ausdehnung. In dieser Zeit entstanden auch das neue Hauptportal und die Einsegnungshalle.
1901 wurde die Grabkapelle der Familie Mitscherlich erbaut. Im Jahr 1905 wurde die private Magdalenenkapelle im Auftrag des Zahnarztes Karl Günther († 1894) fertiggestellt. Sie entstand nach einem Entwurf von Max Meckel in Zusammenarbeit mit den Bildhauern Johann Gastell (Schwaningen) und Joseph Dettlinger, dem Kirchenmaler Carl Schilling sowie dem Glasmaler Falk. 1914 wurde das Krematorium seiner Bestimmung übergeben.
Seit 1927 spielt jedes Jahr an Heiligabend eine Bläsergruppe vor der Einsegnungshalle Weihnachtslieder, was zahlreiche Zuhörer anzieht. Die Tradition wurde begründet, als zwei Tage vor Weihnachten im Jahr 1927 der Freiburger Buchbindermeister Max Rose gestorben war. Seine Witwe Clara Rose beschloss, zu seinem Gedenken eine Bläsergruppe auf dem Friedhof spielen zu lassen. Nur nach dem Bombenangriff 1944 und während der Covid-19-Pandemie 2020 fiel das Konzert aus.
Bei der Bombardierung Freiburgs am 27. November 1944 wurden die alte Leichen- und Gruftenhalle sowie die Magdalenenkapelle und zahlreiche Gräber zerstört, die Einsegnungshalle und Mitscherlichkapelle erlitten Beschädigungen. In jüngster Zeit werden infolge der gewandelten Sepulkralkultur schrittweise die Grabmale im westlichen Teil abgeräumt und dieser teilweise in ein Waldfeld für Baumbestattungen umgewandelt.
Da der Teich zu Beginn der 21. Jahrhunderts wegen schlechter Abdichtung regelmäßig trocken gefallen war und wegen der geringen Tiefe von etwa einem halben Meter oft gekippt ist, wurde der Teich bis April 2023 saniert, verkleinert und mit einer größeren und variierenden Wassertiefe bis zu 1,60 m zur Erhöhung der Struktur- und Artenvielfalt versehen.

## Gräberfelder
Die ältesten Gräberfelder 1–23 wurden noch in einem konventionellen, rechteckigen Raster angelegt. Bei der großen Erweiterung ab 1894 erfolgte eine Gestaltung in Form eines Parkfriedhofs: Die Wege verliefen nunmehr radial ohne rechtwinklige Kreuzungen, Bäume und Sträucher wurden planmäßig entlang der Wege angepflanzt, im nördlichen Teil entstand ein kleiner Teich. Die Gräberfelder 24–67 aus jener Zeit sind in unterschiedlicher Form und Größe angelegt.
Neben den allgemeinen Grabplätzen existieren einige spezielle Gräberfelder:

### Soldatengräber
Die in Freiburg begrabenen Gefallenen der beiden Weltkriege sind in fünf Gräberfeldern hinter der Einsegnungshalle beigesetzt. Nach Beschädigung durch Fliegerbomben im Zweiten Weltkrieg wurden sie 1956 einheitlich neugestaltet, wobei die individuellen Grabzeichen entfernt und durch Namenstafeln ersetzt wurden.

### Opfer der Fliegerangriffe

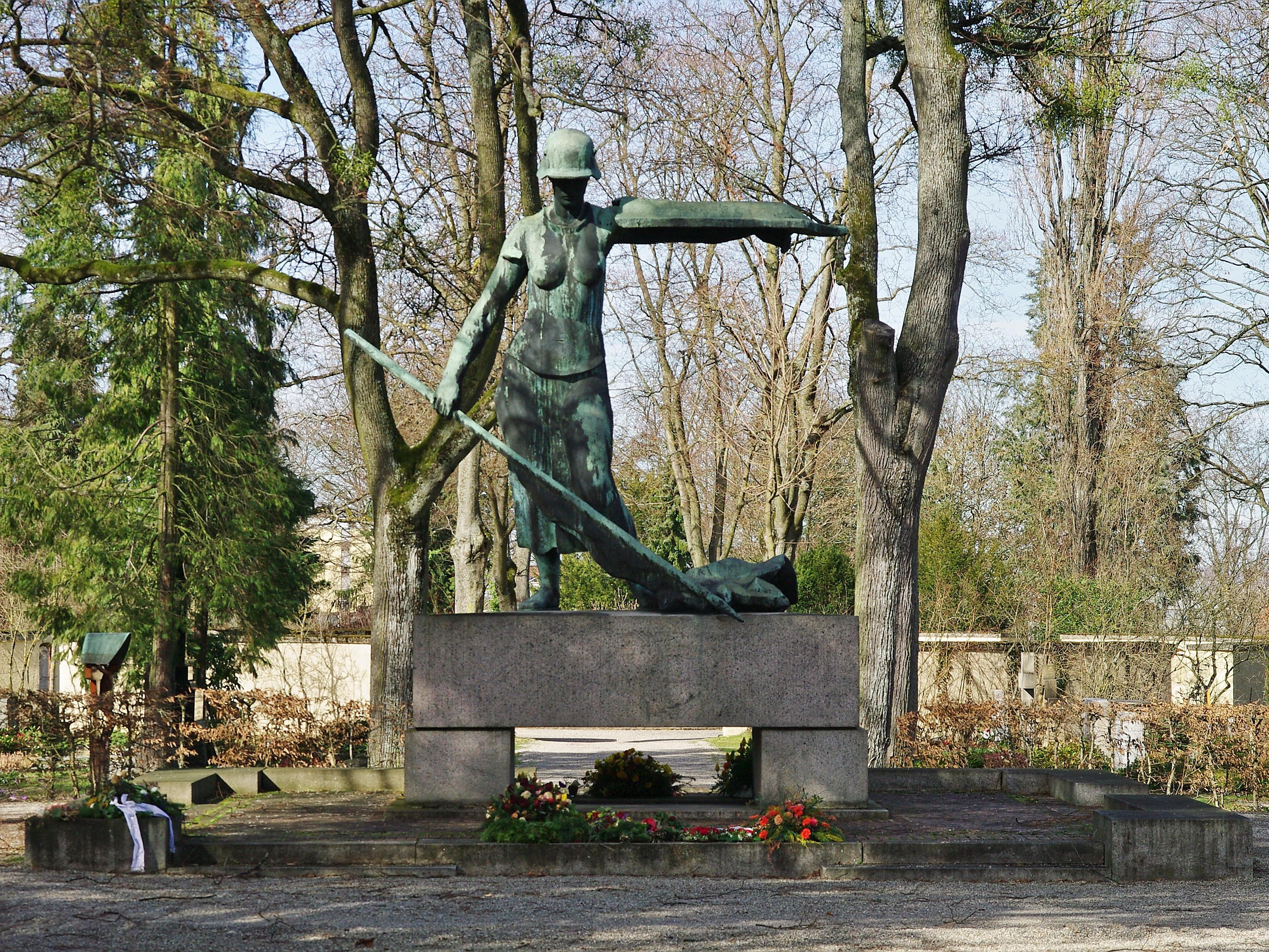
Bronzedenkmal Germania (auch Heimat oder Wacht über dem Grab genannt) für die Gefallenen der beiden Weltkriege, geschaffen 1929 von Karl Albiker

Vor der Einsegnungshalle befindet sich ein Grab- und Ehrenmal, in dem 1.664 Opfer des Fliegerangriffs am 27. November 1944 bestattet sind.
Die Anlage war anfänglich durch individuelle Grabanlagen geprägt. Zum ersten Jahrestag wurde ein großes Holzkreuz aufgestellt. Der Plan des damaligen Gartendirektors Robert Schimpf, einen einzelnen monumentalen Gedenkstein zu errichten, wurde nicht umgesetzt. 1954 erfolgte die Ausschreibung zu einem Ideenwettbewerb. 1956 fasste der Stadtrat den Entschluss, die Gestaltung in Anlehnung an einen Entwurf des Gartenarchitekten Martin Zimber zu realisieren. Die Formulierung des Textes geht auf den Freiburger Schriftsteller Reinhold Schneider zurück. An die nicht geborgenen bzw. bestatteten Opfer erinnert ein Gedenkstein neben dem Grab- und Ehrenmal. Im Frühjahr 1958 wurden die individuell gestalteten Gräber geräumt. Die neu gestaltete Anlage wurde am 27. November 1958 durch Oberbürgermeister Josef Brandel eingeweiht. Zur Anlage gehören auch drei Granitkreuze.

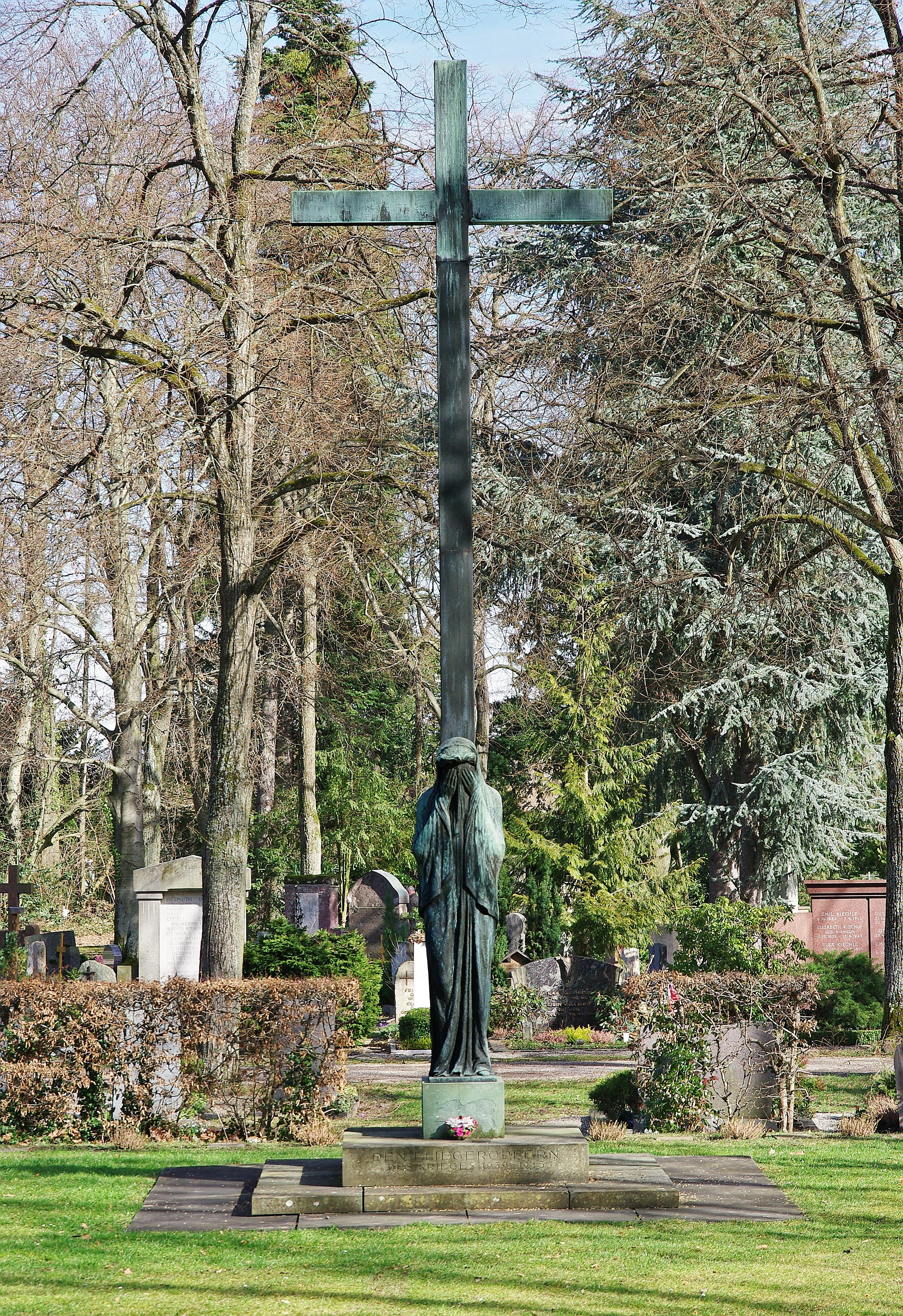
Frauenfigur Die Trauernde von Richard Engelmann

Nördlich der Einsegnungshalle liegen auf einem Gräberfeld, das den Toten aller Fliegerangriffe auf Freiburg gewidmet ist, u. a. die Opfer des irrtümlichen Bombenangriffs auf Freiburg durch deutsche Flugzeuge am 10. Mai 1940. In der Mitte des Gräberfeldes steht ein Kreuz mit einer Frauenfigur Die Trauernde von Richard Engelmann. Nach langen Verhandlungen und Beratungen über Gestaltung und Standort wurde das Kreuz am 18. Oktober 1951 eingeweiht.

### Gräberfeld 35
Auf dem Gräberfeld 35 befinden sich die Kindergräber, die anonymen Urnengräber sowie die Gräber derjenigen, welche ihren Leichnam dem Anatomischen Institut der Universität zur Verfügung gestellt haben.

### Ehrenhain
Im Jahr 2009 wurde auf dem Sockel der zerstörten Leichenhalle an der Südostmauer der neu gestaltete Ehrenhain eingeweiht. Es sind dort u. a. die Grabsteine ehemaliger Ehrenbürger aufgestellt.

## Bauten

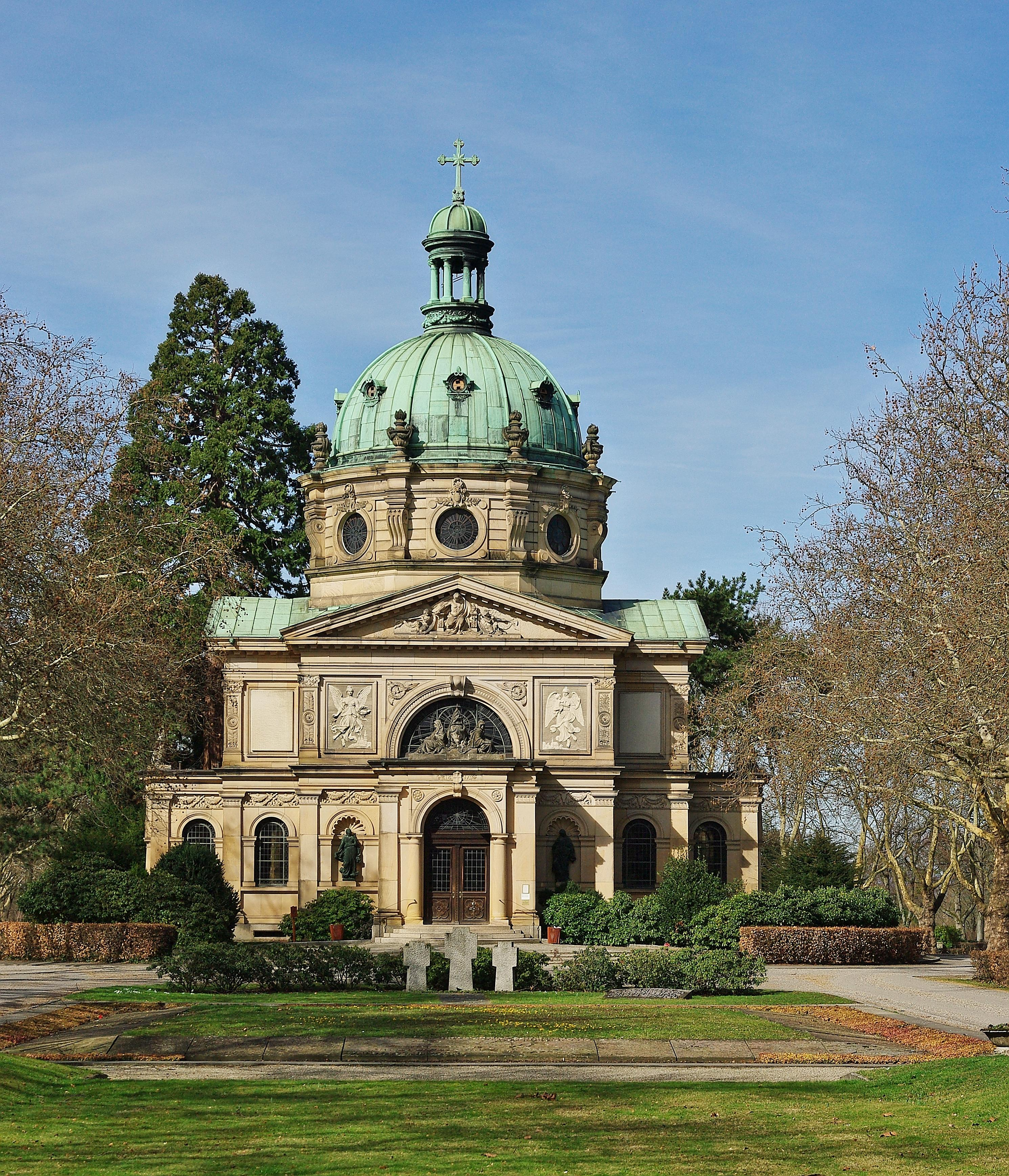
Einsegnungshalle

### Neues Hauptportal
Den östlichen Zugang zum Hauptfriedhof bildet ein triumphbogenartiges Eingangstor mit drei Durchgängen. Zu beiden Seiten des mittleren Hauptdurchgangs stehen erhöht je zwei Engelsfiguren mit den Attributen der Trauer und der Hoffnung, welche Bronzetafeln mit den Eckdaten 1894 bzw. 1899 der letzten Friedhofserweiterung halten. An diesem Portal beteiligt war der gebürtige Reiselfinger Bildhauer Anton Viesel.

### Einsegnungshalle
Die 1899 eingeweihte Einsegnungshalle im Stil der Neorenaissance ist ein Kuppelbau über dem Grundriss eines Griechischen Kreuzes mit einer Höhe von 33 m. An einer Seite schließt sich ein Trakt mit Leichenhalle und Funktionsräumen an, in dessen Obergeschoss befindet sich die ehemalige Wohnung des Aufsehers.

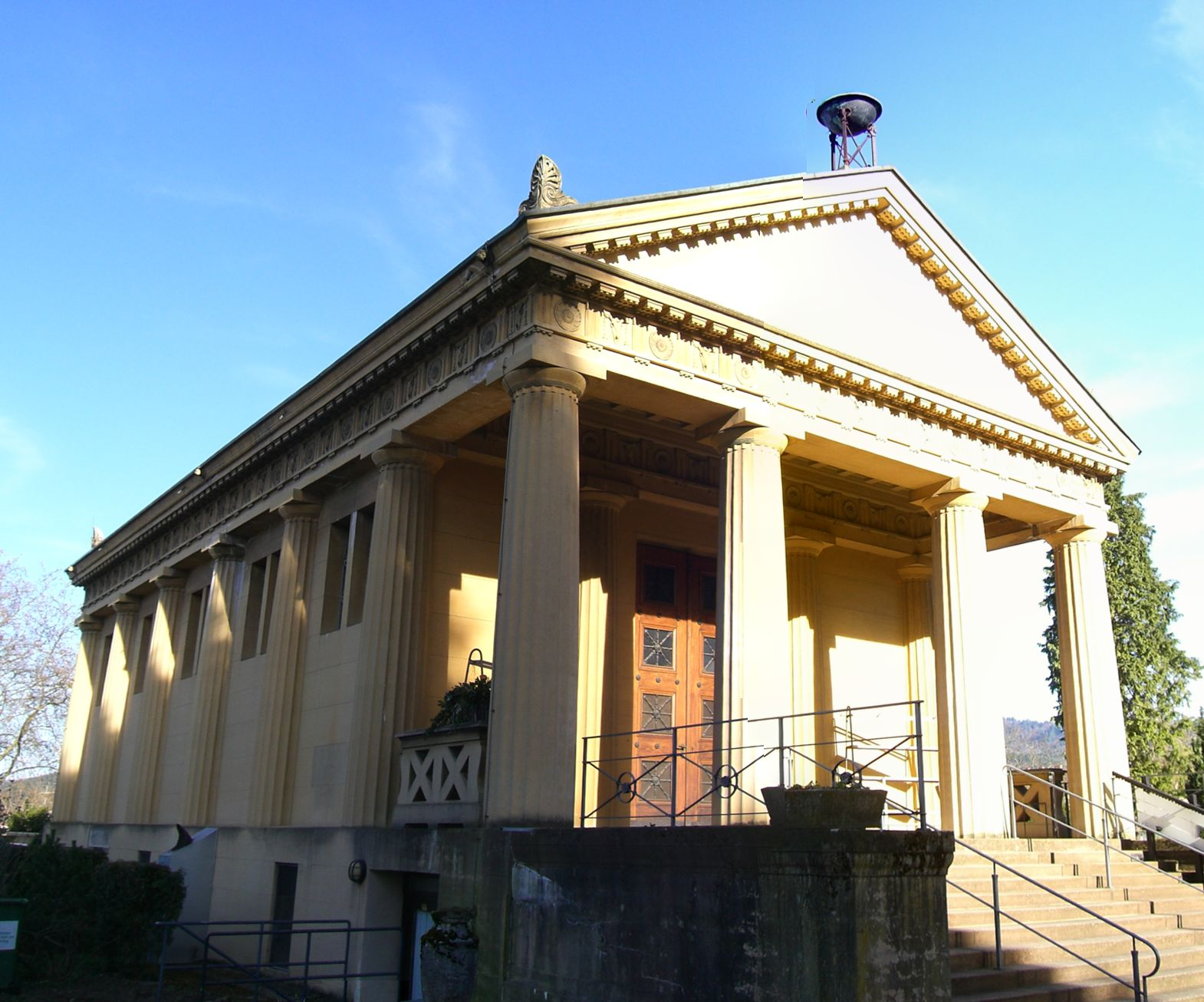
Das Freiburger Krematorium

### Krematorium
Am 1. Februar 1894 befürwortete der damalige Bürgerausschuss in einer Vorlage für den neuen Friedhof die Errichtung eines Krematoriums. Gebaut wurde aber zu diesem Zeitpunkt noch nicht. Erst nachdem sich eine zunehmende Befürwortung der Feuerbestattung in allen wichtigen Kreisen der Gesellschaft herausgebildet hatte, wurde 1906 das Thema erneut ins politische Tagesgeschäft gebracht. Nach verkürzter Aussprache erfolgte am 6. November 1912 der Beschluss mit 56 zu 52 Stimmen für den Krematoriumsbau.
Zu dessen Förderung hatte sich am 2. Mai 1905 der Feuerbestattungsverein Freiburg gegründet. Im Jahr 1914 verfolgten über 470 Mitglieder das Ziel der Errichtung eines Krematoriums sowie die Freiwilligkeit der Feuerbestattung. Befürwortet wurde das Krematorium auch durch die Freiburger Sozialdemokratie. Diese sah in der Feuerbestattung einen kulturellen Fortschritt, der mit überkommenen Anschauungen zur Bestattung aufräumen würde. Von den Befürwortern wurde auch vorgebracht, dass hygienische Argumente, aber auch der geringere Platzbedarf von Urnengräbern für eine Feuerbestattung sprächen.
Hauptargument der Verbrennungsgegner war, dass der Körper als Hülle der Seele ein Tempel Gottes sei. Gerade von katholischer Seite gab es eine deutliche Ablehnung des neuen Bestattungsritus. Dem Freiburger Erzbischof wurde durch das Heilige Offizium am 27. Juli 1892 gar mitgeteilt, dass es u. a. verboten sei, bei Verbrennungen die Sakramente zu spenden. Bei der Abstimmung über den Krematoriumsbau stimmten die Mitglieder der katholischen Zentrumspartei geschlossen dagegen. Es gab auch Befürchtungen, dass die Feuerbestattung obligatorisch werden könnte. Gegen den Krematoriumsbau wurde zudem eingewandt, dass die Errichtung und der Betrieb vorwiegend aus Mitteln der Stadt Freiburg finanziert werden würden. Die Gegner der Feuerbestattung kritisierten außerdem den höheren Preis im Vergleich mit einer Erdbestattung. Dadurch würde diese Bestattungsweise nur einem begüterteren Einwohnerteil ermöglicht. Auch die in anderen Städten geäußerte Befürchtung über Unsicherheiten bei der Todesfeststellung und der Vernichtung von Beweismaterial wurden in der Diskussion um den Krematoriumsbau aufgegriffen.
Um die Gestaltung des Krematoriums wurde ebenfalls lange gerungen. Keiner der Entwürfe eines Architekturwettbewerbes von 1907/1908 kam zur Umsetzung. Der Bau erfolgte schließlich unter der Leitung des Stadtbaumeisters Rudolf Thoma und des Stadtarchitekten Mathias Stammnitz. Das Gebäude wurde von der Freiburger Bauunternehmung Brenzinger & Cie. in Eisenbeton errichtet und mit Betonwerkstein verkleidet. Die Verbrennungsanlage stammte von der Erfurter Firma J. A. Topf & Söhne.  Das in Form eines antiken Tempels errichtete Krematorium nahm am 15. April 1914 seinen Betrieb auf. Die erste Einäscherung war die des Leichnams des Geheimen Oberjustizrats Emil Huber.

## Persönlichkeiten

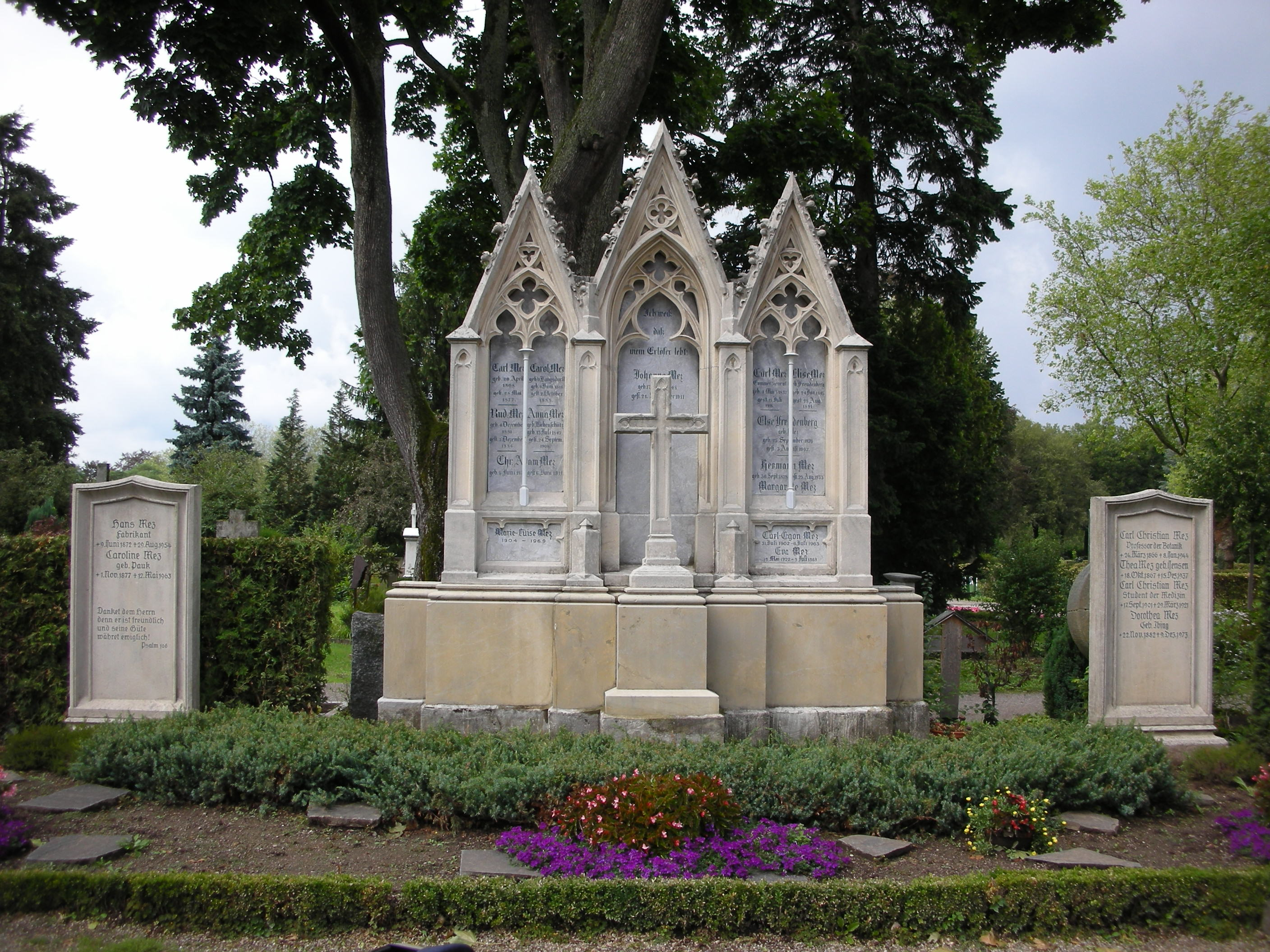
Grabstätte der Familie Mez

Auf dem Freiburger Hauptfriedhof sind unter anderem folgende bekannte Personen bestattet worden:
- Joseph von Buß (Franz Joseph Buß, ab 1863 Ritter von Buß; 1803–1878), Jurist, Staatsrechtswissenschaftler und katholischer Politiker, großherzoglich badischer Hofrat und Professor an der Universität Freiburg
- Joseph Bader (1805–1883), Archivar und Historiker
- Michael Welte (1807–1880), Erfinder, Spieluhrenmacher und Fabrikant
- Carl Mez (1808–1877), Industrieller, evangelischer Sozialtheologe und Politiker
- Adolf von Glümer (1814–1896), General
- Friedrich Michelis (1815–1886), altkatholischer Theologe
- Eduard Fauler (1819–1882), Unternehmer und Politiker
- Franz Xaver Kraus (1840–1901), Kunst- und Kirchenhistoriker
- Karl Binding (1841–1920), Strafrechtler
- Hermann Dimmler (1843–1903), Pianist und Dirigent, Schüler von Franz Liszt
- Otto Winterer (1846–1915), Politiker, Oberbürgermeister der Städte Konstanz (1877–1888) und Freiburg (1888–1913)

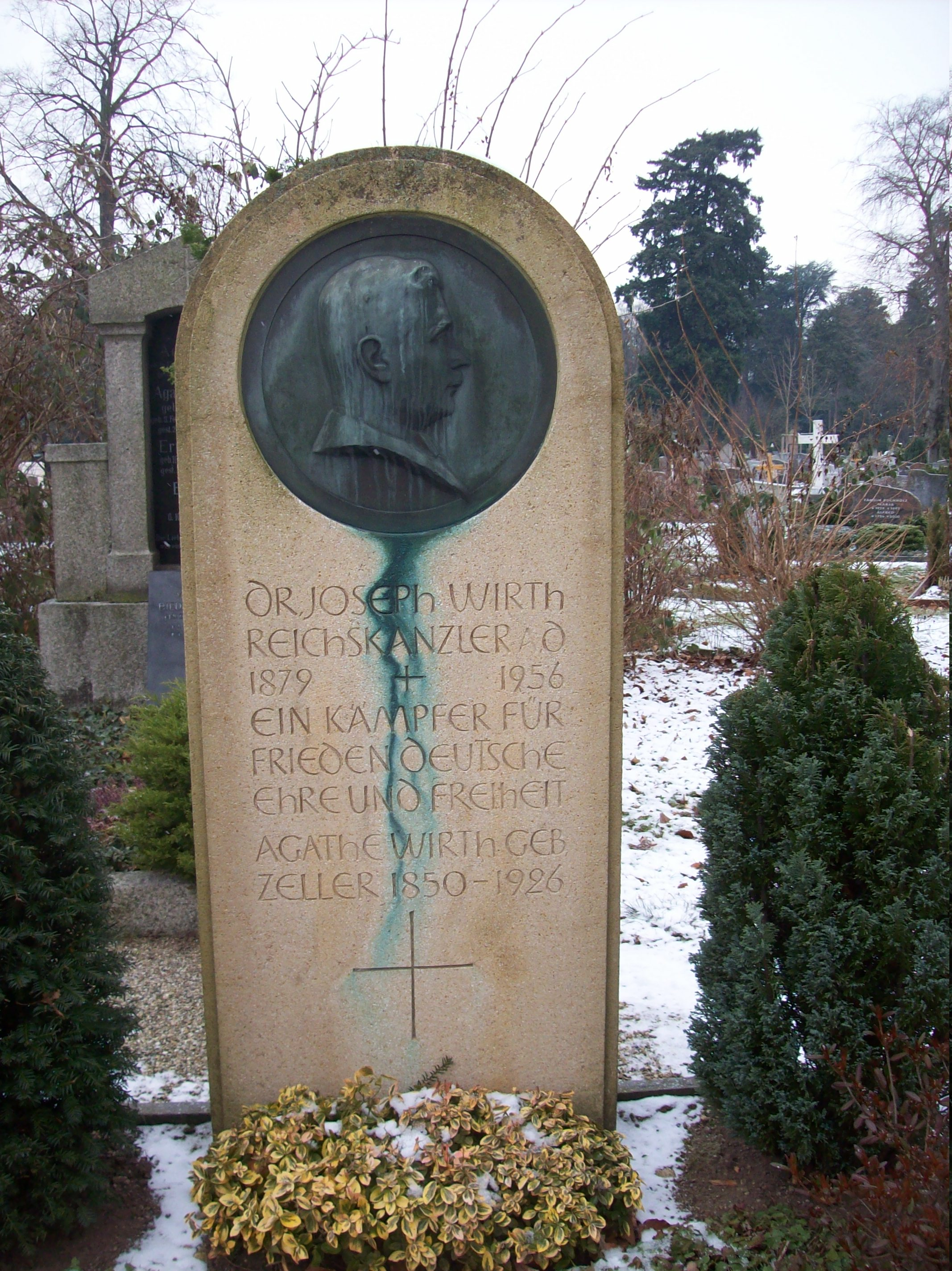
Grab des Reichskanzlers Joseph Wirth

- Julius Seitz (1847–1912), Bildhauer
- Max Meckel (1847–1910), Architekt
- Theodor Leutwein (1849–1921), Kommandeur der Kaiserlichen Schutztruppe und Gouverneur von Deutsch-Südwestafrika
- Otto Lenel (1849–1935), Rechtshistoriker
- Franz Baer (1850–1891), Architekt
- Paul Kraske (1851–1930), Chirurg
- Max von Gallwitz (1852–1937), General
- Gustav Adolf Knittel (1852–1909), Bildhauer
- Constantin Fehrenbach (1852–1926), Reichskanzler 1920–1921
- Fritz Geiges (1853–1935), Glasmaler und Künstler
- Johannes von Kries (1853–1928), Psychologe und Physiologe
- Hans von Krafft-Ebing (1854–1930), badischer Oberamtmann

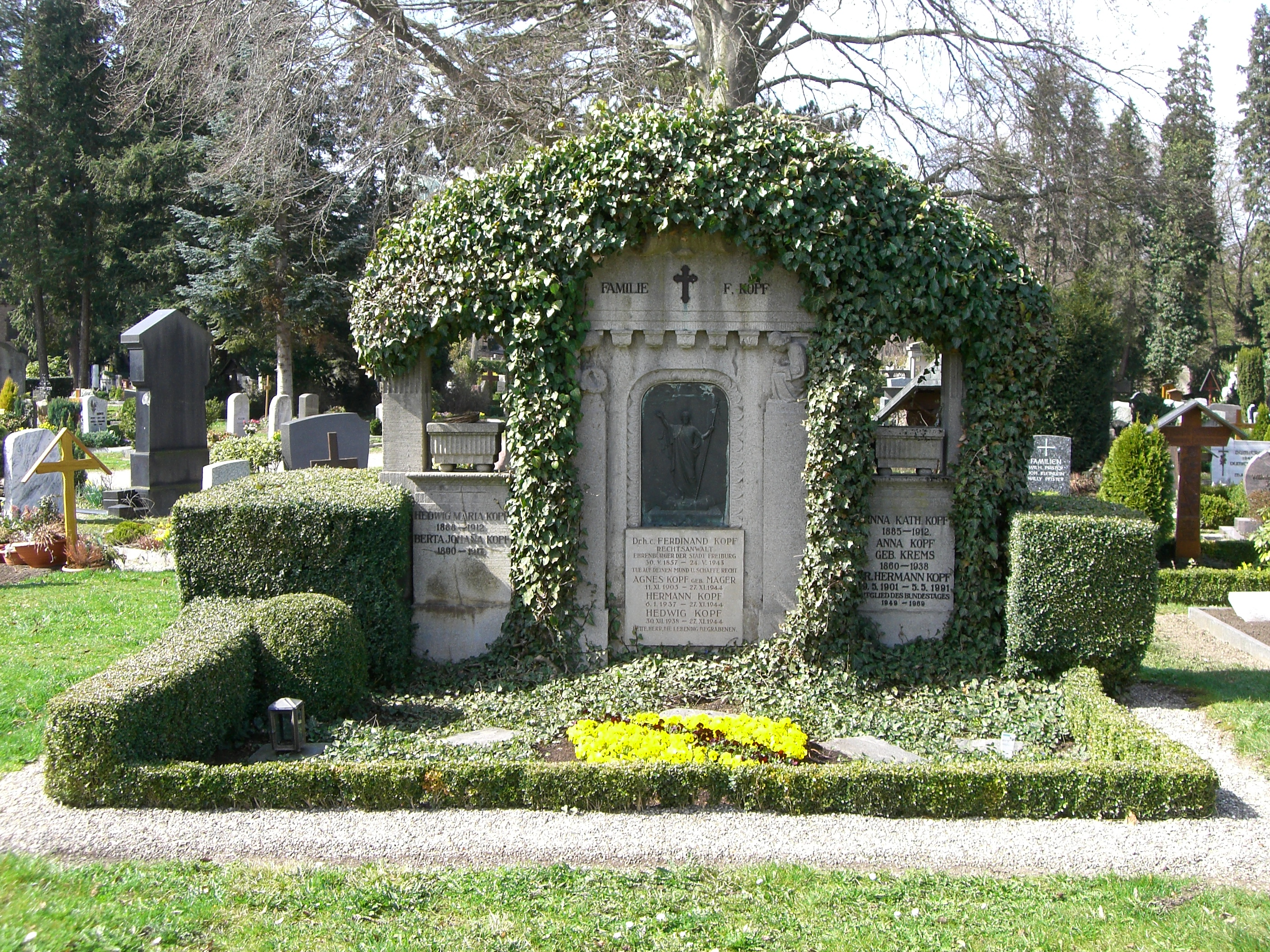
Grabmal der Familie Kopf

- Ferdinand Kopf (1857–1943), Politiker der Zentrumspartei und Ehrenbürger der Stadt Freiburg
- Lorenz Werthmann (1858–1921), katholischer Priester und Sozialpolitiker
- Ernst Georg Kürz (1859–1937), Arzt, Sozialhygieniker, Medizinalbeamter und Gerichtsmediziner
- Bernhard von Beck (1863–1930), Chirurg
- Emil Gött (1864–1908), Schriftsteller
- Hermann Herder (1864–1937), Verleger
- Carl Christian Mez (1866–1944), Botaniker
- Ludwig Aschoff (1866–1942), Pathologe
- Theodor Axenfeld (1867–1930), Ophthalmologe und Direktor der Freiburger Augenklinik
- Rudolf G. Binding (1867–1938), Schriftsteller
- Willibald Nagel (1870–1911), Physiologe
- Paul Uhlenhuth (1870–1957), Bakteriologe und Hygieniker
- Johann Baptist Knebel (1871–1944), katholischer Theologe
- Franz Geiler (1879–1948), Gewerkschafter und Politiker
- Joseph Wirth (1879–1956), Reichskanzler 1921–1922
- Heinrich Brenzinger (1879–1960), Fabrikant
- Engelbert Krebs (1881–1950), katholischer Theologe
- Karl Müller (1881–1955), Botaniker und Önologe
- Hermann Staudinger (1881–1965), Chemiker und Nobelpreisträger

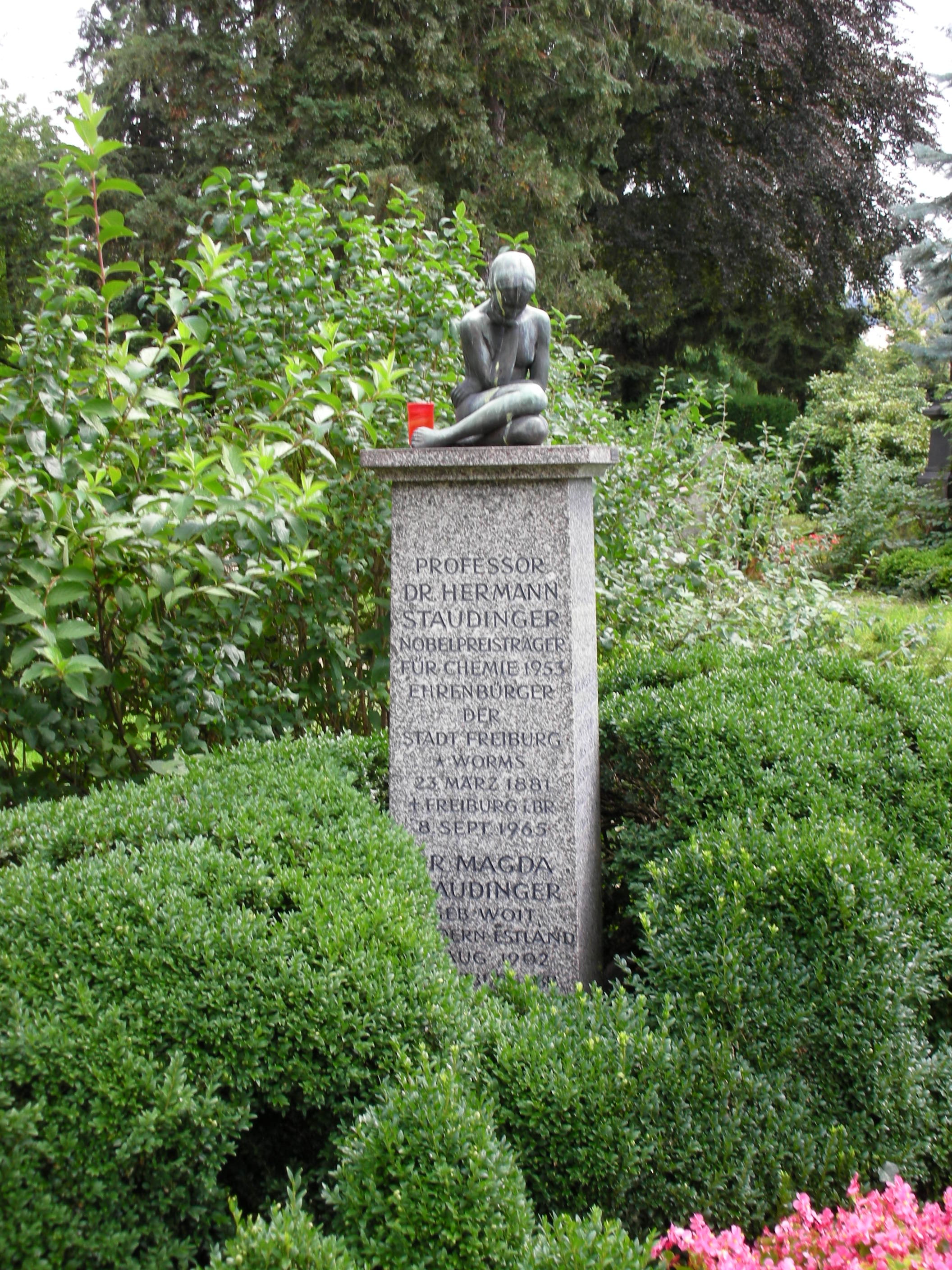
Grab des Nobelpreisträgers Hermann Staudinger

- Alfred Kühn (1885–1968), Zoologe und Genetiker
- Leo Wohleb (1888–1955), Politiker
- Franz Philipp (1890–1972), Komponist
- Albert Dossenbach (1891–1917), Jagdflieger und Träger des Pour le Mérite
- Hermann Eris Busse (1891–1947), Heimatschriftsteller und Volkskundler
- Joseph Beeking (1891–1947), katholischer Theologe und Sozialpolitiker
- Otto Fretter-Pico (1893–1966), Generalleutnant
- Josef Schelb (1894–1977), Komponist und Pianist
- Erich Wewel (1894–1974), Verleger
- Franz Büchner (1895–1991), Pathologe
- Engelbert Zaschka (1895–1955), Oberingenieur, Erfinder und Hubschrauber-Pionier
- Ernst Sander (1898–1976), Schriftsteller

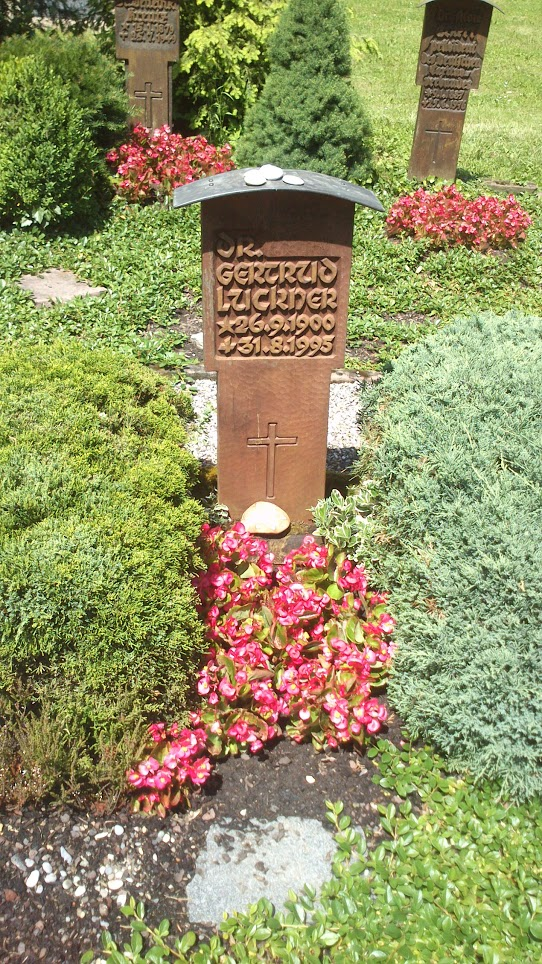
Grab Luckners auf dem Freiburger Hauptfriedhof in der Grabanlage des Caritasverbandes

- Gertrud Luckner (1900–1995), Widerstandskämpferin
- Hermann Kopf (1901–1991), Politiker
- Friedrich Stegmüller (1902–1981), katholischer Theologe
- Kurt Hans Sommermeyer (1906–1969), Radiologe, Biophysiker
- Hans Bender (1907–1991), Psychologe
- Eberhard Meckel (1907–1969), Schriftsteller
- Eugen Keidel (1909–1991), 1962 bis 1982 Oberbürgermeister von Freiburg

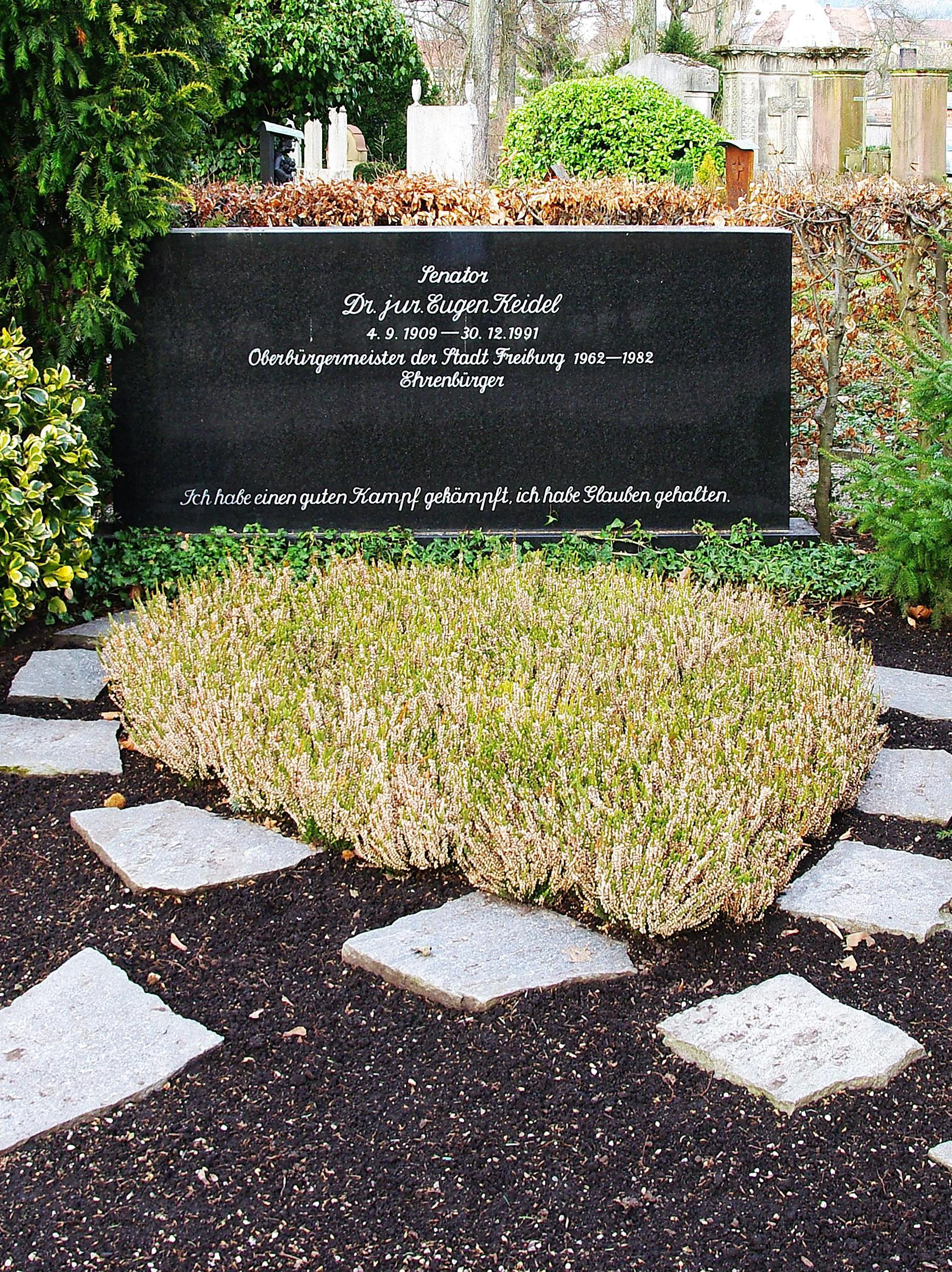
Grab des ehemaligen Oberbürgermeisters Eugen Keidel

- Karl Büchner (1910–1981), Altphilologe
- Walter Nikolaus Schumacher (1913–2004), Archäologe
- Edith Picht-Axenfeld (1914–2001), Pianistin, Cembalistin und Organistin
- Horst Uhse (1917–1978), Schauspieler und Regisseur (Grab seit 2020 nicht mehr erhalten)
- Leif Geiges (1915–1990), Fotograf und Reporter
- Gerhard Dabel (1916–1984), Schriftsteller und Leiter der Dienststelle Kinderlandverschickung bei der Reichsjugendführung
- Gerhard Graf (1921–1983), Kommunalpolitiker, von 1964 bis 1983 Erster Bürgermeister und Stellvertreter des Oberbürgermeisters von Freiburg
- Rolf Böhme (1934–2019), 1982 bis 2002 Oberbürgermeister von Freiburg[14]

## Anbindung
Direkt am Haupteingang an der Eschholzstraße befindet sich die Haltestelle Hauptfriedhof der Straßenbahnlinie 2. Südlich grenzt die Breisacher Bahn mit dem Haltepunkt Freiburg-Klinikum direkt an das Gelände des Hauptfriedhofes. Der Radweg FR 3 entlang der Eschholzstraße führt unmittelbar östlich des Hauptfriedhofes vorbei, der Güterbahnradweg FR 2 verläuft unmittelbar westlich.